# Lago Hammar
El Lago Hammar (en árabe: هور الحمّار; Hawr al-Ḥammār) es un lago salino en la parte sureste del país asiático de Irak dentro de las Marismas Hammar. Tiene una superficie variante de entre 600 y 1.350 kilómetros cuadrados. El nivel del agua en el lago fluctúa, con profundidades máximas que van desde 1,8 metros (invierno) a 3,0 metros (primavera). El lago es un sitio importante como humedal para las aves. Los habitantes nativos son los llamados árabes de los pantanos, algunos de los cuales ocupan pueblos en islas artificiales flotantes .
Hammar Lacus, un accidente geográfico en Titán, una luna de Saturno, lleva el nombre del lago Hammar.